# Биометрические технологии
Биометрические технологии основаны на биометрии, измерении уникальных характеристик отдельно взятого человека. Это могут быть как уникальные признаки, полученные им с рождения (ДНК, отпечатки пальцев, радужная оболочка глаза), так и характеристики, приобретённые со временем или же способные меняться с возрастом или внешним воздействием (почерк, голос или походка).
Обычно при классификации биометрических технологий выделяют две группы систем по типу используемых биометрических параметров:
- Первая группа систем использует статические биометрические параметры: отпечатки пальцев, геометрия руки, сетчатка глаза и т. п.
- Вторая группа систем использует для идентификации динамические параметры: динамика воспроизведения подписи или рукописного ключевого слова, голос и т. п.

Увеличившийся в последнее время интерес к данной тематике в мире принято связывать с угрозами активизировавшегося международного терроризма. Многие государства в ближайшей перспективе планируют ввести в обращение паспорта с биометрическими данными.

## История
До 11 сентября 2001 года биометрические системы обеспечения безопасности использовались только для защиты военных секретов и самой важной коммерческой информации. После потрясшего весь мир террористического акта ситуация резко изменилась. Сначала биометрическими системами доступа были оборудованы аэропорты, крупные торговые центры и другие места скопления народа. Повышенный спрос спровоцировал исследования в этой области, что, в свою очередь, привело к появлению новых устройств и целых технологий. Увеличение рынка биометрических устройств привело к увеличению числа компаний, занимающихся ими, создавшаяся конкуренция послужила причиной к весьма значительному уменьшению цены на биометрические системы обеспечения информационной безопасности.
В рамках безвизовой программы США подписала с 27 странами соглашение, по которому граждане этих государств смогут въезжать на территорию США сроком до 90 дней без визы при обязательном наличии биометрических документов. Начало действия программы — 26 октября 2005. Среди государств, участвующих в программе — Австралия, Австрия, Бельгия, Великобритания, Германия, Италия, Лихтенштейн, Люксембург, Монако, Нидерланды, Португалия, Сингапур, Финляндия, Франция, Швейцария, Швеция и Япония.
В июне 2005 было заявлено, что к концу года в России будет утверждена форма нового заграничного паспорта. А в 2007 он будет введён в массовое обращение. Предположительно будет включать фотографию, сделанную методом лазерной гравировки и отпечатки двух пальцев.

## Схема работы
Все биометрические системы работают практически по одинаковой схеме. Во-первых, система запоминает образец биометрической характеристики (это и называется процессом записи). Во время записи некоторые биометрические системы могут попросить сделать несколько образцов для того, чтобы составить наиболее точное изображение биометрической характеристики. Затем полученная информация обрабатывается и преобразовывается в математический код.
Кроме того, система может попросить произвести ещё некоторые действия для того, чтобы «приписать» биометрический образец к определённому человеку. Например, персональный идентификационный номер (PIN) прикрепляется к определённому образцу, либо смарт-карта, содержащая образец, вставляется в считывающее устройство. В таком случае снова делается образец биометрической характеристики и сравнивается с представленным образцом.
Идентификация по любой биометрической системе проходит четыре стадии:
- Запись — физический или поведенческий образец запоминается системой;
- Выделение — уникальная информация выносится из образца и составляется биометрический образец;
- Сравнение — сохранённый образец сравнивается с представленным;
- Совпадение/несовпадение — система решает, совпадают ли биометрические образцы, и выносит решение.

Подавляющее большинство людей считают, что в памяти компьютера хранится образец отпечатка пальца, голоса человека или картинка радужной оболочки его глаза. Но на самом деле в большинстве современных систем это не так. В специальной базе данных хранится цифровой код длиной до 1000 бит, который ассоциируется с конкретным человеком, имеющим право доступа. Сканер или любое другое устройство, используемое в системе, считывает определённый биологический параметр человека. Далее он обрабатывает полученное изображение или звук, преобразовывая их в цифровой код. Именно этот ключ и сравнивается с содержимым специальной базы данных для идентификации личности.

### Параметры биометрических систем
Вероятность возникновения ошибок FAR/FRR, то есть коэффициентов ложного пропуска (False Acceptance Rate — система предоставляет доступ незарегистрированному пользователю) и ложного отказа в доступе (False Rejection Rate — доступ запрещён зарегистрированному в системе человеку). Необходимо учитывать взаимосвязь этих показателей: искусственно снижая уровень «требовательности» системы (FAR), мы, как правило, уменьшаем процент ошибок FRR, и наоборот.
На сегодняшний день все биометрические технологии являются вероятностными, ни одна из них не способна гарантировать полное отсутствие ошибок FAR/FRR, и нередко данное обстоятельство служит основой для не слишком корректной критики биометрии.

## Практическое применение
Биометрические технологии активно применяются во многих областях, связанных с обеспечением безопасности доступа к информации и материальным объектам, а также в задачах уникальной идентификации личности.
Применения биометрических технологий разнообразны: доступ к рабочим местам и сетевым ресурсам, защита информации, обеспечение доступа к определённым ресурсам и безопасность. Ведение электронного бизнеса и электронных правительственных дел возможно только после соблюдения определённых процедур по идентификации личности. Биометрические технологии используются в области безопасности банковских обращений, инвестирования и других финансовых перемещений, а также розничной торговле, охране правопорядка, вопросах охраны здоровья, а также в сфере социальных услуг. Биометрические технологии в скором будущем будут играть главную роль в вопросах персональной идентификации во многих сферах. Применяемая отдельно или используемая совместно со смарт-картами, ключами и подписями, биометрия скоро станет применяться во всех сферах экономики и частной жизни.
Биометрическая идентификация в системах контроля и управления доступом  или СКУД позволяет создавать надежные комплексы безопасности повышенной защищенности. Среди мировых лидеров по производству оборудования и программного обеспечения для биометрических СКУД выделяются следующие компании: Hikvision, Dahua, ZKTeco, Anviz. Nitgen. Российские игроки на рынке биометрии в большенстве случаев представлены в качестве разработчиков программного обеспечения для устройств иностранного производства.
Ключевые термины
В отличие от аутентификации пользователей по паролям или уникальным цифровым ключам, биометрические технологии всегда вероятностные, так как всегда сохраняется малый, иногда крайне малый шанс, что у двух людей могут совпасть сравниваемые биологические характеристики. В силу этого биометрия определяет целый ряд важных терминов:
- FAR (False Acceptance Rate) — процентный порог, определяющий вероятность того, что один человек может быть принят за другого (коэффициент ложного доступа)(также именуется «ошибкой 2 рода»). Величина {\displaystyle 1-FAR} называется специфичность.
- FRR (False Rejection Rate) — вероятность того, что человек может быть не распознан системой (коэффициент ложного отказа в доступе) (также именуется «ошибкой 1 рода»). Величина {\displaystyle 1-FRR} называется чувствительность.
- Verification — сравнение двух биометрических шаблонов, один к одному. См. также: биометрический шаблон
- Identification — идентификация биометрического шаблона человека по некой выборке других шаблонов. То есть идентификация — это всегда сравнение один ко многим.
- Biometric template — биометрический шаблон. Набор данных, как правило, в закрытом, двоичном формате, подготавливаемый биометрической системой на основе анализируемой характеристики. Существует стандарт CBEFF на структурное обрамление биометрического шаблона, который также используется в BioAPI.

## Проблемы
Основной проблемой массового использования биометрических данных является их неотчуждаемость. Т.е. если злоумышленники похитят информацию о биометрических данных какого-либо лица и реконструируют биометрический шаблон - ни оператор биометрических данных, ни само это лицо не смогут ничего этому противопоставить. При этом массовые утечки биометрических данных случаются тем чаще, чем больше различных систем их использует. Например

## Технологии

### Отпечатки пальцев
Идентификация по отпечаткам пальцев — самая распространённая, надежная и эффективная биометрическая технология. Благодаря универсальности этой технологии она может применяться практически в любой сфере и для решения любой задачи, где необходима достоверная идентификация пользователей. В основе метода лежит уникальность рисунка папиллярных узоров на пальцах. Отпечаток, полученный с помощью специального сканера, датчика или сенсора, преобразуется в цифровой код и сравнивается с ранее введенным эталоном. Надёжность данного способа идентификации личности состоит в невозможности создания идентичного отпечатка.
Наиболее совершенную технологию идентификации по отпечаткам пальцев реализуют оптические сканеры.
Характеристики идентификаторов
Отпечатки всех пальцев каждого человека уникальны по рисунку папиллярных линий и различаются даже у близнецов. Отпечатки пальцев не меняются в течение всей жизни взрослого человека, они легко и просто предъявляются при идентификации.
Если один из пальцев поврежден, для идентификации можно воспользоваться «резервным» отпечатком (отпечатками), сведения о которых, как правило, также вносятся в биометрическую систему при регистрации пользователя.
Обработка идентификаторов
Для получения сведений об отпечатках пальцев применяются специализированные сканеры. Известны три основных типа сканеров отпечатков пальцев: ёмкостные, прокатные, оптические.
В настоящее время можно увидеть всё больше примеров, когда пальцы человека могут заменять ему банковскую карту. Так, например,  в лондонском музыкальном баре ‘Proud’, тестируется новая технология  FingoPay. Данная система биометрических платежей изобретена компанией  Sthaler Limited. Устройство сканирует на пальце вены, расположение которых уникально у каждого человека. Эта идея уже завоевала себе поклонников среди клиентов заведения. Главный исполнительный директор компании заявил, что  вскоре на подобный шаг решатся кинотеатры, супермаркеты и музыкальные фестивали.

### Радужная оболочка глаза
Технология распознавания радужной оболочки глаза была разработана для того, чтобы свести на нет навязчивость сканирования сетчатки глаза, при котором используются инфракрасные лучи или яркий свет. Учёные также провели ряд исследований, которые показали, что сетчатка глаза человека может меняться со временем, в то время как радужная оболочка глаза остается неизменной. И самое главное, что невозможно найти два абсолютно идентичных рисунка радужной оболочки глаза, даже у близнецов.
Для получения индивидуальной записи о радужной оболочке глаза черно-белая камера делает 30 записей в секунду. Еле различимый свет освещает радужную оболочку, и это позволяет видеокамере сфокусироваться на радужке. Одна из записей затем оцифровывается и сохраняется в базе данных зарегистрированных пользователей. Вся процедура занимает несколько секунд, и она может быть полностью компьютеризирована при помощи голосовых указаний и автофокусировки.
В аэропортах, например, имя пассажира и номер рейса сопоставляются с изображением радужной оболочки, никакие другие данные не требуются. Размер созданного файла, 512 байт с разрешением 640 х 480, позволяет сохранить большое количество таких файлов на жестком диске компьютера.
Очки и контактные линзы, даже цветные, никак не повлияют на процесс получения изображения. Также произведенные операции на глазах, удаление катаракты или вживление имплантатов роговицы не изменяют характеристики радужной оболочки, её невозможно изменить или модифицировать. Слепой человек также может быть идентифицирован при помощи радужной оболочки глаза. Пока у глаза есть радужная оболочка, её хозяина можно идентифицировать.
Камера может быть установлена на расстоянии от 10 см до 1 метра, в зависимости от сканирующего оборудования. Термин «сканирование» может быть обманчивым, так как в процессе получения изображения проходит не сканирование, а простое фотографирование.
Радужная оболочка по текстуре напоминает сеть с большим количеством окружающих кругов и рисунков, которые могут быть измерены компьютером. Программа сканирования радужной оболочки глаза использует около 260 точек привязки для создания образца. Для сравнения, лучшие системы идентификации по отпечаткам пальцев используют 60—70 точек.
Стоимость всегда была самым большим сдерживающим моментом перед внедрением технологии, но сейчас системы идентификации по радужной оболочке становятся более доступными для различных компаний. Сторонники технологии заявляют о том, что распознавание радужной оболочки глаза очень скоро станет общепринятой технологией идентификации в различных областях.
Методы
Ранее в биометрии имел применение рисунок кровеносных сосудов на сетчатке глаза. В последнее время этот метод распознавания не применяется, так как, кроме биометрического признака, несёт в себе информацию о здоровье человека.

### Форма кисти руки
Проблема технологии: даже без учёта возможности ампутации, такое заболевание, как артрит, может сильно помешать применению сканеров.

### Голос
Голосовая биометрия, позволяющая измерять голос каждого человека, незаменима при удаленном обслуживании клиентов, когда основным средством взаимодействия является голос, в первую очередь, в автоматических голосовых меню и контакт-центрах.
Проблемы, решаемые голосовой биометрией
Традиционные способы аутентификации клиента при удаленном обслуживании проверяют знания клиента (для этого клиента просят ввести какой-то пароль или ответить на вопросы безопасности — адрес, номер счета, девичью фамилию матери и пр.) Как показывают современные исследования в области безопасности, злоумышленники относительно легко могут добыть персональные данные практически любого человека и таким образом получить доступ, например, к его банковскому счету. Голосовая биометрия решает эту проблему, позволяя при удаленном телефонном обслуживании проверят действительно личность клиента, а не его знания. При использовании голосовой биометрии клиенту при звонке в IVR или в контакт-центр достаточно произнести парольную фразу или просто поговорить с оператором (рассказать о цели звонка) — голос звонящего будет автоматически проверен — действительно ли это голос принадлежит тому, за кого он себя выдает?
Преимущества голосовой биометрии
- не требуется специальных сканеров — достаточно обычного микрофона в телефоне или диктофоне
- не предъявляется специальных требований к устройствам — может быть использован любой диктофон (аналоговый или цифровой), мобильный или стационарный телефон (хоть 80-х годов выпуска)
- просто — не требуется специальных умений

Типы голосовой биометрии
Различаются 2 типа голосовой аутентификации:
1. Текстонезависимая — определение личности человека осуществляется по свободной речи, не требуется произнесения каких-то специальных слов и выражений. Например, человек может просто прочитать отрывок из стихотворения или обсудить с оператором контакт-центра цель своего звонка.
2. Текстозависимая — для определения личности человек должен произнести строго определенную фразу. При этом данный тип голосовой биометрии делится на два:
  - Текстозависимая аутентификация по статической парольной фразе — для проверки личности необходимо произнести ту же фразу, которая произносилась и при регистрации голоса данного человека в системе.
  - Текстозависимая аутентификация по динамической парольной фразе — для проверки личности человека предлагается произнести фразу, состоящую из набора слов, произнесенных данным человеком при регистрации голоса в системе. Преимущество динамической парольной фразы от статической состоит в том, что каждый раз фраза меняется, что затрудняет мошенничество с использованием записи голоса человека (например, на диктофон).

Проблема технологии
Некоторые люди не могут произносить звуки, голос может меняться в связи с заболеванием и с возрастом. Кроме того, на точность аутентификации влияет шумовая обстановка вокруг человека (шумы, реверберация).

### Почерк
Классическая верификация (идентификация) человека по почерку подразумевает сличение анализируемого изображения с оригиналом. Именно такую процедуру проделывает, например, оператор банка при оформлении документов. Очевидно, что точность такой процедуры, с точки зрения вероятности принятия неправильного решения (см. FAR & FRR) невысока. Кроме этого, на разброс значений вероятности принятия правильного решения оказывает и субъективный фактор.
Принципиально новые возможности верификации по почерку открываются при использовании автоматических методов анализа почерка и принятия решения. Данные методы позволяют исключить субъективный фактор и значительно снизить вероятность ошибок при принятии решения (FAR & FRR).
Одним из факторов, которые определяет преимущество автоматических методов идентификации путём анализа почерка по сравнению с классическими методами верификации, является возможность использования динамических характеристик почерка. Автоматические методы идентификации позволяют принимать решение не только путём сличения изображения верифицируемого и контрольного образца, но и путём анализа траектории и динамики начертания подписи или любого другого ключевого слова.

## Стандарты
- BioAPI
- AAMVA
- CBEFF
- ANSI X9.84-2002
- CDSA
- CJIS-RS
- HA-API
- ISO/IEC JTC1/SC37
- XCBF (недоступная ссылка) (XML Common Biometric Format) — стандарт, разработанный техническим комитетом OASIS. XCBF, определяет набор криптографических сообщений, представленных в виде XML-тегов, которые могут быть использованы для безопасного сбора, обработки и хранения биометрической информации. Совместим со спецификациями BioAPI, и стандартами X9.84 и CBEFF.

AAMVA Fingerprint Minutiae Format/National Standard for the Driver License/Identification Card DL/ID-2000 — американский стандарт на формат представления, хранения и передачи отпечатков пальцев для водительских прав. Совместим со спецификациями BioAPI и стандартом CBEFF.
CDSA/HRS (Human Recognition Services) представляет собой биометрический модуль в архитектуре Common Data Security Architecture, разработанной Intel Architecture Labs и одобренного консорциумом Open Group. CDSA — определяет набор API, представляющих собой логически связанное множество функций, охватывающих такие компоненты защиты, как шифрование, цифровые сертификаты, различные способы аутентификации пользователей, в список которых с помощью HRS добавлена и биометрия. CDSA/HRS совместим со спецификациями BioAPI и стандартом CBEFF.
ANSI/NIST-ITL 1-2000 Fingerprint Standard Revision — американский стандарт, определяющий общий формат представления и передачи данных по отпечаткам пальцев, лицу, нательным шрамам и татуировкам для использования в правоохранительных органах США.